# Oleksandriwsk
Oleksandriwsk (ukrainisch Олександрівськ; russisch Александровск Alexandrowsk) ist eine Stadt im Osten der Ukraine mit etwa 12.000 Einwohnern.

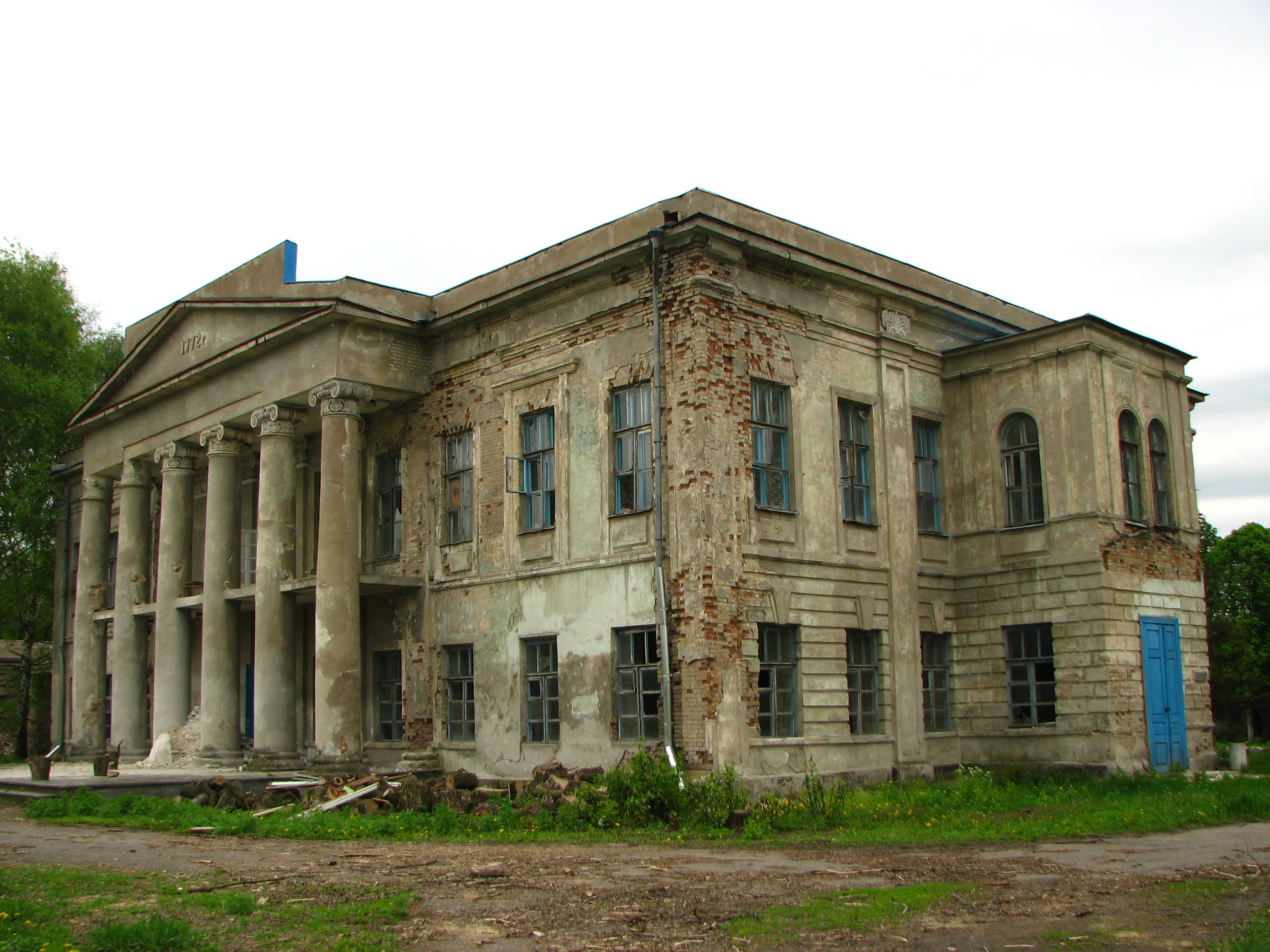
Landschloss im Ort

Der Ort ist im Zentrum der Oblast Luhansk, etwa 10 Kilometer westlich der Oblasthauptstadt Luhansk, nördlich des Flusses Luhan gelegen.
Zur Stadtratsgemeinde, die ein Teil der Stadtgemeinde von Luhansk im Stadtrajon Artemiwsk ist, zählen auch die Ansiedlungen Dserschynske (Дзержинське) und Teplytschne (Тепличне).

Lage der Stadt innerhalb der Stadtgemeinde von Luhansk

Oleksandriwsk wurde 1772 als Alexandrowka gegründet. 1959 erhielt der Ort den Status einer Siedlung städtischen Typs zuerkannt und wurde in Oleksandriwsk/Alexandriwsk umbenannt, 1961 wurde ihm schließlich Stadtstatus zuerkannt.
Seit Sommer 2014 ist die Stadt im Verlauf des Ukrainekrieges durch Separatisten der Volksrepublik Lugansk besetzt.